# Kazimierz Reychman
Kazimierz Reychman (ur. 1 listopada 1882, zm. 16 sierpnia 1936 w Warszawie) – polski dyplomata żydowskiego pochodzenia.

## Życiorys

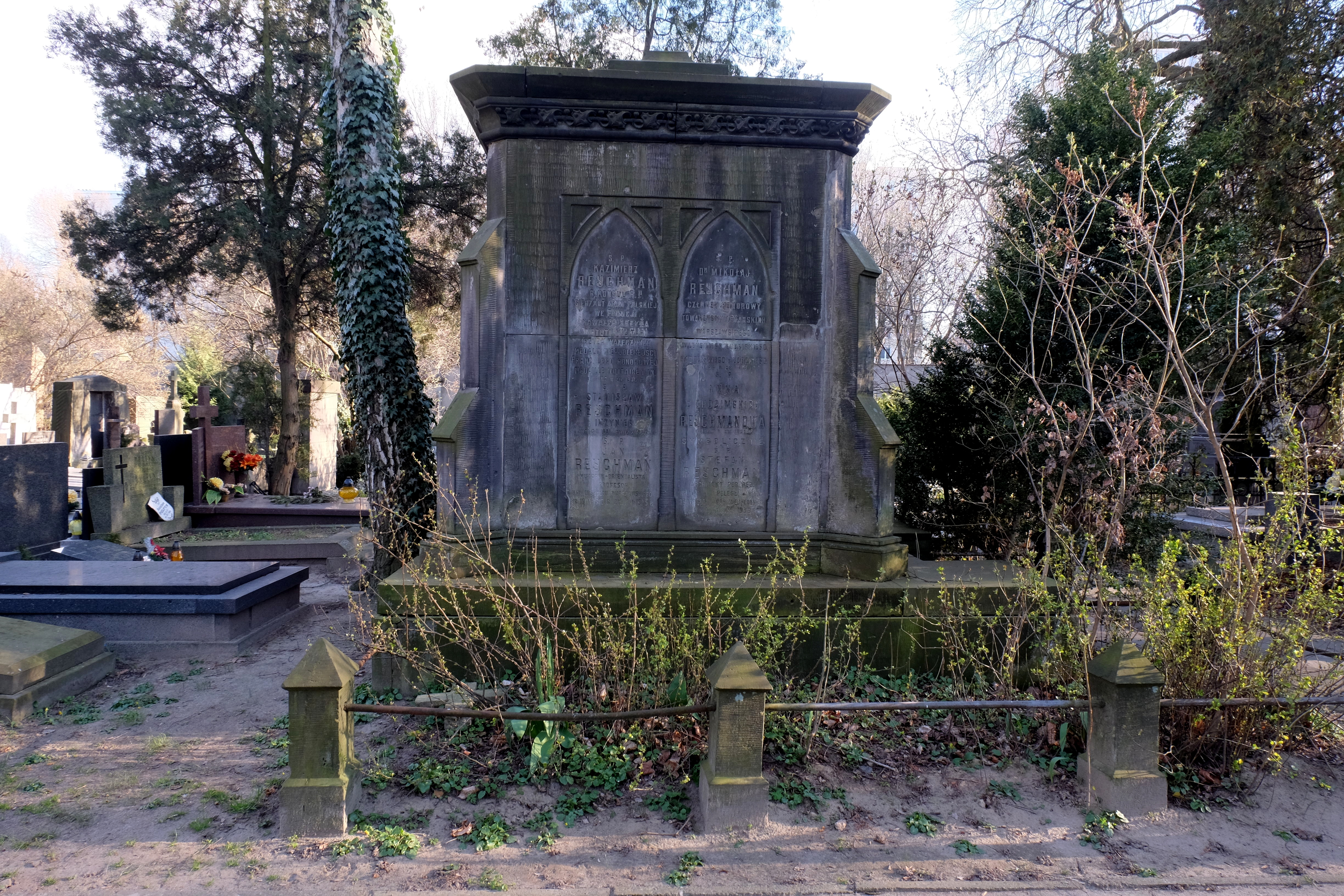
Grób Kazimierza Rejchmana na cmentarzu ewangelicko-reformowanym przy ul. Żytniej w Warszawie

Urodził się jako syn Mikołaja i Anny z domu Chocimskiej. Uzyskał licencjat nauk handlowych i konsularnych. Pełnił funkcję wicekonsula Rzeczypospolitej w Buenos Aires, a następnie konsula Rzeczypospolitej w Rio de Janeiro.
Był bratem Stanisława (inżyniera, współzałożyciela Stowarzyszenia Elektrotechników Polskich), Eugenii oraz Wandy Justyny.
W dniu 2 października 1907 ożenił się z Wandą Olszewicz (siostrą Wacława i Bolesława Olszewiczów), z którą rozwiódł się 6 marca 1924. Z małżeństwa miał dwóch synów: Stefana Adolfa (inżyniera) i Jana Antoniego.

## Publikacje
- Kazimierz Reychman Nieznane ex-librisy polskie, Warszawa : [s.n.], 1910 (Warszawa : P. Laskauer).
- Kazimierz Reychman Thomas Caietan de Wengierski et son ex-libris, Paris : Libr. Héraldique H. Daragon, 1921.
- Kazimierz Reychman Bibljografja polskiego ekslibrisu : 1874-1925, Kraków : Wydaw. Drukarni Narodowej, 1925 (Kraków : Drukarnia Narodowa).
- Kazimierz Reychman Dodatki i sprostowania do exlibrisów bibljotek polskich XVI-XIX wieku Wiktora Wittyga, Kraków : [s.n.], 1925 (Kraków : Druk.Narodowa).
- Kazimierz Reychman Ex-librisy gdańskie, Warszawa : nakł. aut., 1928 (Warszawa : Wł. Łazarski).
- Kazimierz Reychman Dział polski w zbiorze exlibrisów British Museum ; Sprzedaż księgozbioru ś. p. Edwarda Neprosa ; Księgozbiór loży wolnomularskiej, Kraków : [s.n.], 1930 (Kraków : W. L. Anczyc).
- Kazimierz Reychman Bibljografja polskiego ekslibrisu, Warszawa : Wydaw. Tow. Miłośników Exlibrisów, 1932 (Kraków : Druk. Ludowa).
- Kazimierz Reychman Nagrobki polskie na cmentarzach moskiewskich, Warszawa : [s.n.], 1935 (Warszawa : L. Nowak).
- Kazimierz Reychman Szkice genealogiczne, Serja I., Warszawa: Hoesick F., 1936.

## Odznaczenia
- Krzyż Srebrny Orderu Virtuti Militari[1]
- Krzyż Walecznych (1921)[1][2]
- Medal Niepodległości[1]
- Kawaler Orderu Legii Honorowej (Francja)[1]
- Medal Wojskowy (Francja)[1]
- Krzyż Wojenny z Palmą i Srebrną Gwiazdką (Francja)[1]